# Atlético de Bilbao 1973-1974
La pagina racchiude la rosa dell'Atlético de Bilbao nella stagione 1973-74.

## Stagione
Come da politica societaria la squadra è composta interamente da giocatori nati in una delle sette province di Euskal Herria o cresciuti calcisticamente nel vivaio di società basche.
In Primera División la squadra giunge quinta. Nella Coppa del Generalísimo dopo aver eliminato il CF Calella al primo turno (sconfitta 1-0 e vittoria 2-0), nei sedicesimi l'Atlético viene eliminato dal Real Murcia (vittoria 1-0 e sconfitta 3-0).
Mediocre fu anche il cammino in Coppa delle Coppe: dopo aver eliminato il Torpedo Mosca al primo turno (0-0 e 2-0), negli ottavi viene estromesso dai bulgari del Beroe (sconfitta 3-0 e vittoria 1-0).

## Rosa
| N. |                   | Ruolo | Calciatore                   |
| -- | ----------------- | ----- | ---------------------------- |
|    | Spagna (bandiera) | P     | José Ángel Iribar            |
|    | Spagna (bandiera) | P     | Víctor Marro                 |
|    | Spagna (bandiera) | D     | Iñaki Sáez                   |
|    | Spagna (bandiera) | D     | Javier Escalza               |
|    | Spagna (bandiera) | D     | José Ramón Martínez Larrauri |
|    | Spagna (bandiera) | D     | José María Zuluaga           |
|    | Spagna (bandiera) | D     | José María Igartua           |
|    | Spagna (bandiera) | D     | Mateo Félix Zubiaga          |
|    | Spagna (bandiera) | D     | José María Núñez             |
|    | Spagna (bandiera) | D     | Daniel Astrain               |
|    | Spagna (bandiera) | D     | Jesús Aranguren              |
|    | Spagna (bandiera) | D     | José María Lasa              |

| N. |                   | Ruolo | Calciatore                |
| -- | ----------------- | ----- | ------------------------- |
|    | Spagna (bandiera) | D     | José María Amorrortu      |
|    | Spagna (bandiera) | D     | Agustín Gisasola          |
|    | Spagna (bandiera) | C     | Alberto Martín Goicoechea |
|    | Spagna (bandiera) | C     | Iñaki Garay               |
|    | Spagna (bandiera) | C     | José Ángel Rojo           |
|    | Spagna (bandiera) | C     | Javier Clemente           |
|    | Spagna (bandiera) | C     | Ángel María Villar        |
|    | Spagna (bandiera) | C     | Pedro María Zabalza       |
|    | Spagna (bandiera) | A     | Fidel Uriarte             |
|    | Spagna (bandiera) | A     | Antón Arieta              |
|    | Spagna (bandiera) | A     | Txetxu Rojo               |
|    | Spagna (bandiera) | A     | Carlos                    |

## Risultati

### Coppa delle Coppe
| Mosca 19 settembre 1973 Sedicesimi di finale - andata | Torpedo Mosca | 0 – 0 | Atlético Bilbao | Stadio Lenin (13.278 spett.)\| Arbitro: \| Kessler \| |
| Arbitro:                                              | Kessler       |       |                 |                                                       |

| Arbitro: | Aldinger |

|                      |           |  |
| Astrain 30’ Lasa 49’ | Marcatori |  |

| Arbitro: | Katsoras |

|                                    |           |  |
| Dimitrov 30’ Jelev 56’ Bonchev 80’ | Marcatori |  |

| Arbitro: | Petri |

|          |           |  |
| Lasa 30’ | Marcatori |  |

## Statistiche

### Statistiche dei giocatori
| Giocatore      | Primera División | Primera División | Primera División | Primera División | Coppa del Generalissimo | Coppa del Generalissimo | Coppa del Generalissimo | Coppa del Generalissimo | Coppa delle Coppe | Coppa delle Coppe | Coppa delle Coppe | Coppa delle Coppe | Totale   | Totale | Totale      | Totale     |
| Giocatore      | Presenze         | Reti             | Ammonizioni      | Espulsioni       | Presenze                | Reti                    | Ammonizioni             | Espulsioni              | Presenze          | Reti              | Ammonizioni       | Espulsioni        | Presenze | Reti   | Ammonizioni | Espulsioni |
| -------------- | ---------------- | ---------------- | ---------------- | ---------------- | ----------------------- | ----------------------- | ----------------------- | ----------------------- | ----------------- | ----------------- | ----------------- | ----------------- | -------- | ------ | ----------- | ---------- |
| J.M. Amorrortu | 16               | 2                | 0                | 0                | 2                       | 0                       | 0                       | 0                       | 1                 | 0                 | 0                 | 0                 | 19       | 2      | 0           | 0          |
| J. Aranguren   | 15               | 0                | 1                | 0                | 3                       | 0                       | 0                       | 0                       | 1                 | 0                 | 0                 | 0                 | 19       | 0      | 1           | 0          |
| A. Arieta      | 31               | 3                | 0                | 0                | 2                       | 0                       | 0                       | 0                       | 4                 | 0                 | 0                 | 0                 | 37       | 3      | 0           | 0          |
| D. Astrain     | 20               | 0                | 2                | 0                | 4                       | 0                       | 0                       | 0                       | 3                 | 1                 | 0                 | 0                 | 27       | 1      | 2           | 0          |
| Carlos         | 14               | 2                | 1                | 0                | 3                       | 2                       | 0                       | 0                       | 1                 | 0                 | 0                 | 0                 | 18       | 4      | 1           | 0          |
| J. Clemente    | 0                | 0                | 0                | 0                | 0                       | 0                       | 0                       | 0                       | 0                 | 0                 | 0                 | 0                 | 0        | 0      | 0           | 0          |
| J. Escalza     | 1                | 0                | 0                | 0                | 0                       | 0                       | 0                       | 0                       | 0                 | 0                 | 0                 | 0                 | 1        | 0      | 0           | 0          |
| I. Garay       | 5                | 0                | 0                | 0                | 0                       | 0                       | 0                       | 0                       | 0                 | 0                 | 0                 | 0                 | 5        | 0      | 0           | 0          |
| A. Gisasola    | 33               | 5                | 1                | 0                | 4                       | 1                       | 1                       | 0                       | 4                 | 0                 | 0                 | 0                 | 41       | 6      | 2           | 0          |
| J.M. Igartua   | 25               | 1                | 0                | 0                | 4                       | 0                       | 0                       | 0                       | 3                 | 0                 | 0                 | 0                 | 32       | 1      | 0           | 0          |
| J.A. Iribar    | 30               | -?               | 1                | 0                | 4                       | -4                      | 0                       | 0                       | 4                 | -3                | 0                 | 0                 | 38       | -7+    | 1           | 0          |
| Larrauri       | 10               | 0                | 0                | 0                | 0                       | 0                       | 0                       | 0                       | 3                 | 0                 | 0                 | 0                 | 13       | 0      | 0           | 0          |
| J.M. Lasa      | 34               | 5                | 3                | 0                | 3                       | 0                       | 0                       | 0                       | 4                 | 2                 | 0                 | 0                 | 41       | 7      | 3           | 0          |
| V. Marro       | 5                | -?               | 0                | 0                | 0                       | -0                      | 0                       | 0                       | 0                 | -0                | 0                 | 0                 | 5        | -0+    | 0           | 0          |
| Martin         | 4                | 1                | 0                | 0                | 2                       | 0                       | 0                       | 0                       | 0                 | 0                 | 0                 | 0                 | 6        | 1      | 0           | 0          |
| J.M. Núñez     | 0                | 0                | 0                | 0                | 0                       | 0                       | 0                       | 0                       | 0                 | 0                 | 0                 | 0                 | 0        | 0      | 0           | 0          |
| T. Rojo (I)    | 27               | 4                | 2                | 1                | 4                       | 0                       | 1                       | 0                       | 4                 | 0                 | 0                 | 0                 | 35       | 4      | 3           | 1          |
| J.A. Rojo (II) | 18               | 2                | 0                | 0                | 1                       | 0                       | 1                       | 0                       | 4                 | 0                 | 0                 | 0                 | 23       | 2      | 1           | 0          |
| I. Sáez        | 31               | 0                | 4                | 0                | 2                       | 0                       | 0                       | 0                       | 0                 | 0                 | 0                 | 0                 | 33       | 0      | 4           | 0          |
| F. Uriarte     | 20               | 4                | 0                | 0                | 1                       | 0                       | 1                       | 0                       | 4                 | 0                 | 0                 | 0                 | 25       | 4      | 1           | 0          |
| A.M. Villar    | 30               | 1                | 2                | 1                | 2                       | 0                       | 0                       | 0                       | 4                 | 0                 | 0                 | 0                 | 36       | 1      | 2           | 1          |
| P.M. Zabalza   | 29               | 1                | 0                | 0                | 4                       | 0                       | 1                       | 0                       | 0                 | 0                 | 0                 | 0                 | 33       | 1      | 1           | 0          |
| M.F. Zubiaga   | 23               | 1                | 2                | 0                | 2                       | 0                       | 0                       | 0                       | 3                 | 0                 | 2                 | 1                 | 28       | 1      | 4           | 1          |
| J.M. Zuluaga   | 0                | 0                | 0                | 0                | 1                       | 0                       | 0                       | 0                       | 0                 | 0                 | 0                 | 0                 | 1        | 0      | 0           | 0          |